# Рінальдо (опера)
«Рінальдо» (італ. Rinaldo, HWV 7) — опера на три дії німецького та англійського композитора  Георга Фрідріха Генделя , написана в 1711 році. Це перша опера італійською мовою, створена спеціально для лондонської сцени. Лібрето підготував Джакомо Россі за епічною поемою Торквато Тассо «Визволений Єрусалим». Оперу вперше виконали в «Театрі Її Величності» 24 лютого 1711 року.
Гендель написав музику до «Рінальдо» досить швидко. Більшу її частину становлять запозичення й адаптації з опер та інших робіт, які композитор створив під час його тривалого перебування в Італії в 1706–1710 роках. У перші роки після прем'єри Гендель часто вводив нові номери, відкидав інші й адаптував до різних діапазонів голосів. Незважаючи на відсутність стандартної версії, захопливі вокальні та оркестрові пасажі «Рінальдо» роблять її однією з найвеличніших опер Генделя. Арія «Lascia ch'io pianga» для сопрано стала особливо улюбленим і популярним номером опери.

## Відомі записи
| Рік  | Ролі (Рінальдо, Альмірена, Арміда, Гоффредо, Арганте)                               | Диригент, Оперний театр та/або оркестр                           | Примітки                                                                                    | Лейбл                    |
| ---- | ----------------------------------------------------------------------------------- | ---------------------------------------------------------------- | ------------------------------------------------------------------------------------------- | ------------------------ |
| 1977 | Каролін Уоткінсон, Іляна Котрубаш, Жанетт Сковотті, Пол Ессвуд, Улрік Колд          | Жан-Клод Мальгуар, оркестр La Grande Écurie et la Chambre du Roy |                                                                                             | Sony Music Entertainment |
| 1989 | Мерилін Хорн, Чечілія Гасдіа, Крістін Вайдінгер, Ернесто Паласіо, Натале де Кароліс | Джон Фішер, Театр ла Феніче                                      | Живий запис з червня 1989 року, який вперше був випущений в 1992 році і перевиданий у 2009. | Nuova Era                |
| 1999 | Девід Деніелс, Чечілія Бартолі, Люба Оргонашова, Бернарда Фінк, Джеральд Фінлі      | Крістофер Хогвуд, Academy of Ancient Music                       | Нагорода «Вибір редакції» від журналу Gramophone, 2001.                                     | Decca Records            |
| 2001 | Вівіка Жено, Міа Перссон, Інга Кална, Лоуренс Дзаццо, Джеймс Резерфорд              | Рене Якобс, Freiburger Barockorchester                           | Переможець премії Cannes Classical Award, 2004                                              | Harmonia Mundi           |
| 2005 | Кімберлі Барбер, Лора Уолен, Барбара Ханніган, Маріон Ньюман, Шон Уотсон            | Кевін Меллон, Aradia Ensemble                                    |                                                                                             | Naxos Records            |